# Charles Martin Smith
Charles Martin Smith (ur. 30 października 1953 w Los Angeles) – amerykański aktor, scenarzysta i reżyser.

## Życiorys

### Wczesne lata
Urodził się w Los Angeles w Kalifornii jako syn rysownika filmowego i animatora Franka Smitha VI. Uczęszczał do Grover Cleveland High School w Resedzie. Po zagraniu roli Sancho Pansy w szkolnej produkcji Człowiek z La Manchy (Man of La Mancha), został odkryty przez agenta talentów. Ukończył studia na wydziale teatralnym California State University w Northridge.

### Kariera
W 1971 pojawił się jako Ronnie w sitcomie ABC Rodzinka Brady'ch (The Brady Bunch). Po występie w westernie The Culpepper Cattle Co. (1972) u boku Billy’ego Greena Busha, Bo Hopkinsa i Geoffreya Lewisa oraz komedii sensacyjnej Fuzz (1972) z Burtem Reynoldsem, Yulem Brynnerem i Raquel Welch, zwrócił na siebie uwagę w pierwszej kinowej roli Terry’ego „The Toada” Fieldsa w komediodramacie George’a Lucasa Amerykańskie graffiti (American Graffiti, 1973), który został nominowany do pięciu Oscarów. Richard Fleischer zaangażował go do westernu Gang Spike’a (The Spikes Gang, 1974) z Lee Marvinem.
W grudniu 1975 uczestniczył w przesłuchaniach do roli Luke’a Skywalkera w filmie George’a Lucasa Gwiezdne wojny. Wśród kandydatów do roli Luke’a znajdowali się także: Andrew Stevens, Robby Benson, Robert Englund, William Katt i Will Seltzer. Rolę ostatecznie zagrał Mark Hamill.

## Filmografia

### Filmy fabularne
- 1973: Pat Garrett i Billy Kid (Pat Garrett i Billy the Kid) jako Charles Bowdre
- 1973: Idź, zapytaj Alice (Go Ask Alice, TV) jako Jim
- 1973: Amerykańskie graffiti (American Graffiti) jako Terry „The Toad” Fields
- 1974: Gang Spike’a (The Spikes Gang) jako Tod Hayhew
- 1975: Rafferty i dziewczyny (Rafferty and the Gold Dust Twins) jako Alan Boone
- 1978: The Buddy Holly Story jako Ray Bob Simmons
- 1979: Więcej amerykańskiego graffiti (More American Graffiti) jako Terry 'The Toad' Fields
- 1980: Garbie jedzie do Rio jako Davy „D.J.” Johns
- 1983: Już nigdy nie zawyje wilk (Never Cry Wolf) jako kanadyjski biolog Tyler
- 1984: Gwiezdny przybysz (Starman) jako Mark Shermin
- 1987: Nietykalni (The Untouchables) jako agent Oscar Wallace
- 1989: The Experts jako pan Smith
- 1990: Życie na gorąco (The Hot Spot) jako Lon Gulick
- 1992: Podwójny kamuflaż (Deep Cover) jako Carver
- 1992: Borys i Natasza (Boris and Natasha: The Movie) jako recepcjonista hotelowy
- 1992: Pół na pół (Fifty/Fifty) jako Martin Sprue
- 1993: A orkiestra grała dalej (And the Band Played On) jako dr Harold Jaffe
- 1994: Kocham kłopoty (I Love Trouble) jako Rick Medwick
- 1994: Miłosne wybory (Speechless) jako Kratz
- 1995: Idealne alibi (Perfect Alibi) jako Franklin Dupard
- 1996: Weselny blues (Wedding Bell Blues) jako Oliver Napier
- 1998: Dzień zagłady (Deep Impact) jako dr Marcus Wolf
- 1999: P.T. Barnum (TV) jako Beach
- 2005: Ikona (Icon, TV) jako lekarz
- 2005: Spisani na straty (Left Behind: World at War) jako wiceprezydent John Mallory
- 2007: Lucky You – Pokerowy blef jako Roy Durucher

### Seriale TV
- 1974: Ulice San Francisco (The Streets of San Francisco) jako Russell Jamison
- 1974: Rekruci (The Rookies) jako Bobby Lewis
- 1975: Baretta jako Harold
- 1977: Niedźwiedź pana Adamsa (The Life and Times of Grizzly Adams) jako Theodore 'Teddy' Roosevelt
- 1993: Nietykalni (The Untouchables) jako specjalny prokurator Thomas Dewey
- 1993: Opowieści z krypty (Tales from the Crypt) jako Colin
- 1993: Gdzie diabeł mówi dobranoc (Picket Fences) jako Lyman Pike
- 1993: Prawnicy z Miasta Aniołów (L.A. Law) jako Dale Hardy
- 1994: Roswell: W kręgu tajemnic jako szeryf Wilcox
- 1994: Przystanek Alaska (Northern Exposure) jako Roger Brewster (Szatan)
- 1995: Po tamtej stronie (The Outer Limits) jako Spencer Deighton
- 1995: Z Archiwum X (The X-Files) jako dr Osbourne
- 1999: Dzięciołek Woody – nowe przygody jako Marty (głos)
- 2000–2001: Sprawy rodzinne (Family Law) jako pan Chilton
- 2001: Ally McBeal jako major Horn
- 2004: Szpital „Królestwo” (Kingdom Hospital) jako Earl Swinton
- 2006: Prawo i porządek: sekcja specjalna jako szeryf Bartley
- 2007: Drive jako pan Bright
- 2009: Uczciwy przekręt (Leverage) jako Glenn Leary
- 2009: Fringe: Na granicy światów (Fringe) jako szeryf Golightly
- 2010: Świry (Psych) jako Roy Kessler
- 2015: Motyw (Motive) jako Rick Wyatt